# Quartier de l'Arsenal

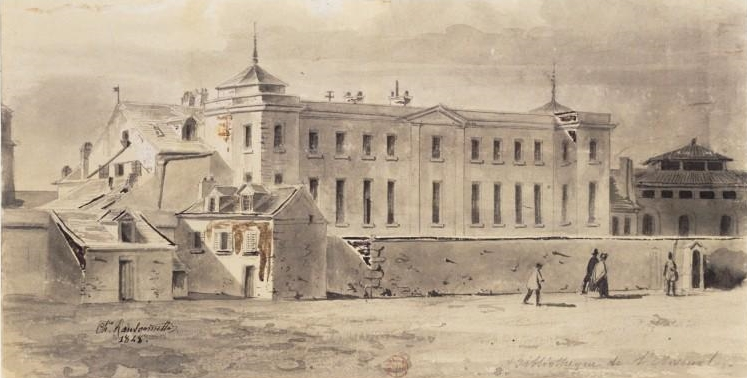
Charles Ransonnette: Bibliothèque de l'Arsenal (1848)

Quartier de l'Arsenal (čtvrť Zbrojnice) je 15. administrativní čtvrť v Paříži, která je součástí 4. městského obvodu. Má rozlohu 48,7 ha a je vymezena z jihu řekou Seinou, a dále ulicemi Rue Saint-Paul a Rue de Turenne na západě, Rue du Pas-de-la-Mule a Place des Vosges na severu a Boulevardem Beaumarchais, Place de la Bastille a Boulevardem Bourdon na východě.
Čtvrť byla pojmenována podle bývalé zbrojnici, ve které dnes sídlí Bibliothèque de l'Arsenal.

## Vývoj počtu obyvatel
| Rok sčítání | Počet obyvatel | Hustota zalidnění (ob./km²) |
| ----------- | -------------- | --------------------------- |
| 1954        | 17 007         | 34 922                      |
| 1962        | 16 106         | 33 072                      |
| 1968        | 15 097         | 31 000                      |
| 1975        | 12 355         | 25 370                      |
| 1982        | 10 096         | 20 731                      |
| 1990        | 9 920          | 20 370                      |
| 1999        | 9 474          | 19 454                      |